# Stazione di Yorii

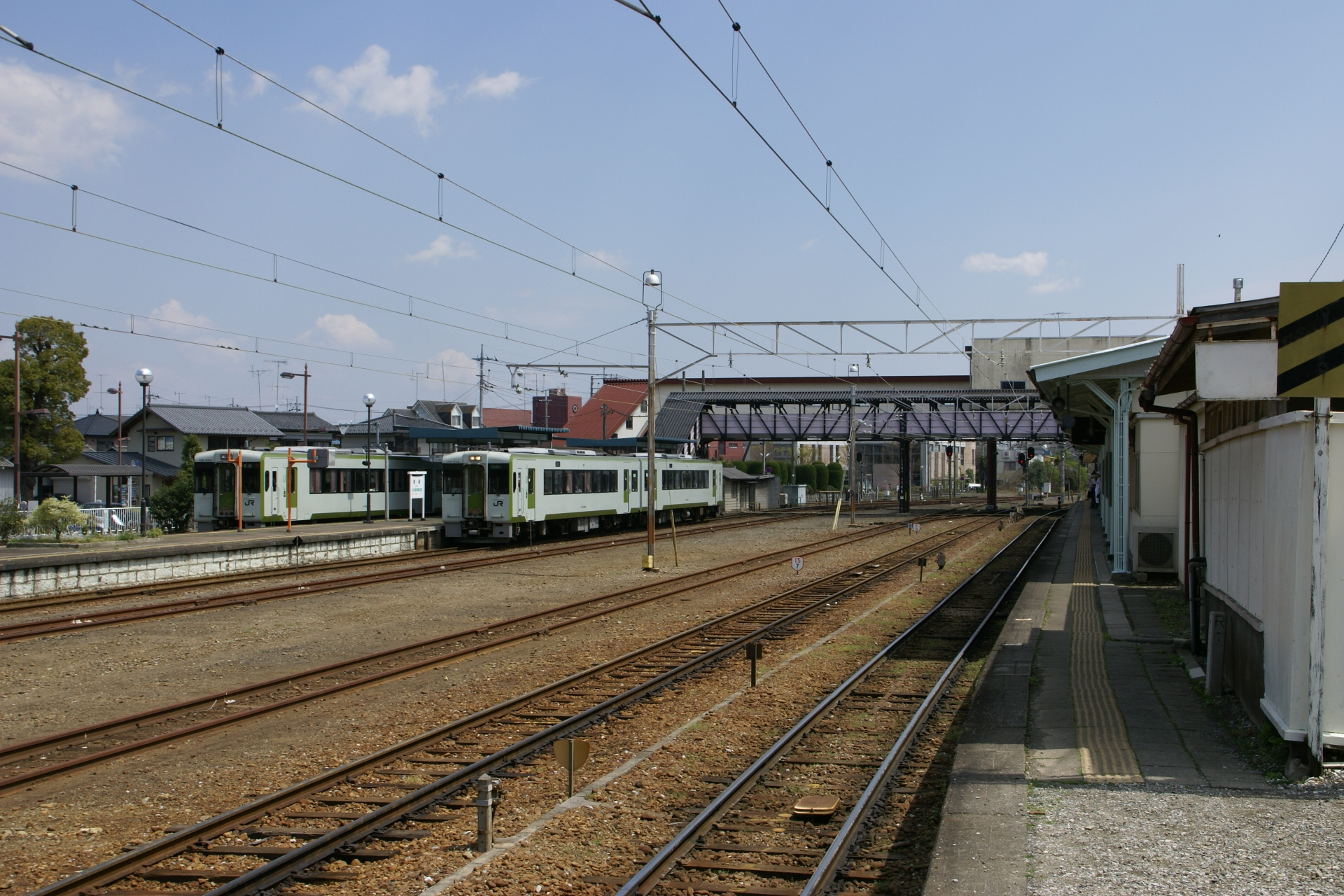
Vista della stazione dal piano binari

La stazione di Yorii (寄居駅?, Yorii-eki) è una stazione ferroviaria di interscambio della cittadina di Yorii, nel distretto di Ōsato della prefettura di Saitama, in Giappone, ed è servita dalla linea Tōbu Tōjō delle Ferrovie Tōbu, dalla linea Hachikō della JR East e dalla linea principale Chichibu delle Chichibu Railway.

## Linee
JR East
■ Linea Hachikō
 Ferrovie Tōbu
● Linea Tōbu Tōjō
 Chichibu Railway
● Linea principale Chichibu

## Struttura
La stazione è dotata di tre marciapiedi a isola utilizzati dai tre operatori, con due binari per ciascuna delle tre linee passanti. Il fabbricato viaggiatori è realizzato a ponte, sopra i binari, e contiene tre mezzanini, per ciascuno degli operatori, e scale fisse e ascensori per il collegamento alle banchine.
| 1-2 | ● Linea Tōbu Tōjō           | per Ogawamachi, Kawagoe, Wakōshi, e Ikebukuro      |
| 3   | ● Linea principale Chichibu | per Nagatoro, Chichibu, Kagemori, e Mitsumineguchi |
| 4   | ● Linea principale Chichibu | per Kumagaya, Gyōdashi e Hanyū                     |
| 5   | ■ Linea Hachikō             | per Komagawa, Higashi-Hannō e Hachiōji             |
| 6   | ■ Linea Hachikō             | per Kodama, Kuragano e Takasaki                    |

## Stazioni adiacenti
| «                         | Servizio             | »               |
| Linea Hachikō             | Linea Hachikō        | Linea Hachikō   |
| ------------------------- | -------------------- | --------------- |
| Orihara                   | Locale               | Yōdo            |
| Linea Tōbu Tōjō           |                      |                 |
| Tamayodo                  | Locale               | Capolinea       |
| Linea principale Chichibu |                      |                 |
| Sakurazawa                | Locale               | Hagure          |
| Takekawa                  | Espresso Chichibu-ro | Nogami          |
| Takekawa                  | Paleo Express        | Hagure Nagatoro |